# MPLA
Movimento Popular de Libertação de Angola – Partido do Trabalho (MPLA-PT ; česky: Angolské Lidové hnutí za osvobození Angoly – Strana práce) je angolská politická strana, která představuje hlavní politickou sílu v zemi. Je vládnoucí stranou již od získání nezávislosti na Portugalsku v roce 1975 a jde tak o nejstarší z protikoloniálních angolských hnutí. Vznikla ještě jako Movimento Popular de Libertação de Angola (MPLA; Lidové hnutí za osvobození Angoly), bojovala proti portugalské nadvládě ve válce za nezávislost v letech 1961–1975 a poté proti opozičním stranám UNITA a FNLA v občanské válce ničící zemi v období 1975–2002.

## Raná historie

### 50. léta
Sílící odpor proti portugalské kolonizaci zformoval v roce 1953 stranu PLUA (Partido da Luta Unida dos Africanos de Angola, Party of the United Struggle of Africans of Angola), která se o tři roky později, v roce 1956 sloučila s Angolskou komunistickou stranou (PCA – Partido Comunista Angolano) a tímto aktem vznikla MPLA. Generálním tajemníkem nově vzniklé strany se stal prezident PCA, Viriato da Cruz. V průběhu dalších let byla do MPLA včleněna další hnutí, např. Hnutí za národní nezávislost Angoly (Movement for the National Independence of Angola – MINA) a také Demokratická fronta pro osvobození Angoly (Democratic Front for the Liberation of Angola – FDLA). Neklidné období po vzniku nové strany provázela vlna zatýkání a perzekuce, kulminující v březnu 1959, kdy byl zatčen velký počet představitelů MPLA. Poté stranické ústředí přesídlilo do guinejského hl. města Conakry. V této době se také strana pod vedením Mária de Andrade (první vůdce MPLA) začala profilovat i jinak, než jen bojem za nezávislost – reprezentovala totiž v první řadě zájmy etnika Mbundu (úzká skupina intelektuálů žijících v hlavním městě, také assimilados, tj. evropeizovaných Angolanů, kterým bylo uděleno portugalské občanství, a mestiços, tj. míšenců) a většinové venkovské obyvatelstvo – indígenas – stálo až na druhém místě. Ideologický rámec strany vycházel z přání odstranit kolonialismus a vytvořit moderní společnost bez předsudků, čehož by mělo být dosaženo revolučním bojem, toto levicové zaměření strany přitahovalo pozornost SSSR a Číny, který v MPLA viděl cestu k prosazování svých zájmů v oblasti. Ideologie MPLA na přelomu 50. a 60. let 20. století ostře kontrastovala s vyhraněným přístupem jejího tehdejšího politického rivala, strany FNLA, která se striktně držela pouze nacionalistické linie a žádné další otázky neřešila. MPLA byla naopak už od počátků byla silně levicově orientovaná, napojená na Portugalskou komunistickou stranu, což umožňovalo získávat materiální podporu právě od zemí sovětského bloku. V rámci MPLA bylo také vytvořeno ozbrojené křídlo – Ozbrojené síly za osvobození Angoly (Armed Forces for the Liberation of Angola – FAPLA), které se později integrovalo do oficiálních obranných složek země. V roce 1960 se MPLA spojila s PAIGC, bratrskou stranou fungující v Guineji-Bissau a na Kapverdách ke společnému boji proti portugalskému impériu v Africe.

### 60. léta
V průběhu 60. let byla založena ústředí MPLA v Zairu, Zambii a Kongu, odkud byly řízeny další protikoloniální aktivity. Tato roztroušenost ale logicky vyústila v první problém, strana byla nejednotná, neorganizovaná, představy stranických lídrů o fungování strany, jejích cílech a vůbec o základní ideologické linii se v jednotlivých ústředích značně lišily. Během války za nezávislost tak měla stále podporu především v okolí hlavního města Luandy a mezi příslušníky etnika Mbundu. Pro své ukotvení v hlavním městě bylo hnutí silně vystaveno portugalským represím. Vedení MPLA bylo nuceno odejít do exilu a zahájilo partyzánské útoky vedené ze sousedního Konga (Brazzaville). Podpora hnutí výrazně vzrostla poté, co se roku 1962 stal jeho prezidentem António Agostinho Neto, Mbundu, assimilado a bývalý politický vězeň.
Probíhající guerillová válka proti Portugalcům ke stabilizaci strany rozhodně nepřispívala, díky vazbám na komunistický blok a z toho plynoucí dodávce zbraní a techniky se podařilo MPLA v roce 1965 otevřít východní frontu v Angole. V roce 1966 se do boje za nezávislost zapojila třetí strana, UNITA. Levicové smýšlení vůdců MPLA si tedy získalo sympatie stejně orientované části světa a i díky tomu získala strana převahu nad FNLA, vnitrostranickou situaci to ovšem neuklidnilo. V roce 1973 došlo v důsledku osobních a ideologických rozporů mezi stranickými lídry k povstání (někdy nazývané Východní povstání), které vedl Daniel Chipenda. Chipenda protestoval proti přílišnému sovětskému vměšování se do angolských záležitostí a především proti převaze mestiços ve vedení strany. Revolta byla potlačena a Chipenda se svými příznivci byl vyloučen ze strany, později se připojil k FNLA. Nejednota MPLA se dále prohlubovala, v roce 1974 vzniklo ve stranických strukturách opoziční hnutí, známé pod názvem Active Revolt a protestující proti tehdejšímu lídrovi strany, Agostinho Netovi.

## Nezávislost
V důsledku Karafiátové revoluce v Portugalsku v roce 1974 a s tím spojených změn došlo k přehodnocení koloniální politiky a snaze portugalské vlády předat moc v Angole do rukou stabilní a silné koalice tří stran – MPLA, FNLA a UNITY. Alvorská smlouva podepsaná 10. ledna 1975 deklarující nezávislost Angoly měla vstoupit v platnost 11. listopadu 1975, během této doby byla spravováním země pověřena přechodná vláda, zahrnující všechny tři strany. Už na konci ledna ale dostala koaliční dohoda trhlinu, obnovily se spory mezi MPLA a FNLA a zemi zachvátil chaos. MPLA vyhlásila v Luandě Angolskou lidovou republiku, FNLA spolu s UNITOU reagovaly vyhlášením Demokratické angolské lidové republiky na jihu ve městě Huambo. I do tohoto problému se promítl konflikt Východ–Západ, na pomoc MPLA totiž byly vyslány sovětské a kubánské vojenské jednotky, zatímco aliance FNLA-UNITA kvůli podpoře tekoucí z Jižní Afriky přišla o pomoc Spojených států. Převaha MPLA byla zřejmá a v roce 1976 OAJ, OSN, Portugalsko a více než 80 dalších států uznalo režim MPLA jako oficiální vládu v čele s Agostinhem Netem, UNITA se stáhla do vnitrozemí, odkud vedla partyzánskou válku.
I přes silnou levicovou orientaci MPLA ve svých počátcích neuznala marxismus-leninismus jako svou oficiální doktrínu. K tomuto aktu došlo až v roce 1976, kdy byl Ústředním výborem MPLA marxismus-leninismus formálně přijat, v roce 1977 strana ke svému názvu přijala dodatek Strana práce (Worker's Party, Partido de Trabalho). V témže roce došlo i k třetímu vážnému rozkolu ve straně, kdy ministr obrany Nito Alves a člen ÚV MPLA José Van Dúnem, oba ultralevicově založení kritizovali Netovu vládu za příliš mírné hospodářské reformy a zorganizovali v hlavním městě protivládní povstání. Byli ale poraženi a jejich iniciativa vedla k stranickým čistkám, jejich následovníci – Nitistas byli odstraněni ze svých postů, došlo k celkové restrukturalizaci a reorganizaci strany. Neto rozšířil pravomoci prezidenta, zrušil post předsedy a místopředsedy vlády a především reorganizoval politbyro MPLA, které bylo ovládáno členy etnika Mbundu a mestiços. Neto jmenováním tří členů etnika Bakongo a dvou Cabinďanů podstatně rozšířil etnickou pestrost politického byra.
V roce 1979 usedl po Netově smrti do prezidentského křesla José Eduardo dos Santos, Mbundu, který ač studoval v SSSR a byl mu blízký marxismus-leninismus, prosazoval smíšenou ekonomiku, určitý stupeň decentralizace, rozšíření soukromého sektoru a západní investice. Na počátku 80. let došlo v rámci ústavních změn k posílení a jakémusi nadřazení strany nad vládou. Bylo vytvořeno Lidové shromáždění, které se tedy stalo především stranickým orgánem. V roce 1985 se konal druhý stranický kongres MPLA-PT, který si kladl za cíl najít východisko z neutěšené ekonomické situace, kdy byl stát nucen dovážet 80 % potravin a byl naprosto závislý na západních ropných společnostech, druhým cílem bylo zlepšení obranyschopnosti státu. Na konci 80. let se Angola ocitla v krizi, v zemi zajišťovalo bezpečnost 50 000 kubánských vojáků kvůli útokům UNITY, politického rivala MPLA-PT, které byly stále intenzivnější a díky celosvětovému poklesu cen ropy bylo utlumeno i angolské hospodářství.

## Současnost
V roce 1988 Angola, Kuba a Jihoafrická republika uzavřely dohodu o odchodu kubánských jednotek z angolského území. Stále ovšem pokračovaly boje mezi MPLA-PT a UNITOU, v roce 1992 se konaly celostátní volby a situace se na chvíli uklidnila. Po vítězství MPLA-PT (53,74 % hlasů) ve volbách ovšem UNITA obnovila boje a občanská válka skončila až smrtí hlavního představitele UNITY Jonase Savimbiho v roce 2002. Bylo uzavřeno příměří a také dohoda s UNITOU o demobilizaci. První mírové volby se konaly v září 2008 a znamenaly drtivé vítězství MPLA-PT, která získala 81,73 % hlasů, 2/3 většinu v parlamentu a na celé čáře tak porazila opoziční UNITU, která skončila pouze s 10,38% hlasů. Podle zahraničních pozorovatelů volby nebyly úplně bez chyb, ale pro Angolu znamenají krok k demokracii a obrovskou příležitost. MPLA-PT má před sebou důležitý úkol, integrovat Angolu do světového hospodářského systému a posílit její dominantní pozici v Centrální Africe a Guinejském zálivu. Prezidentské volby se měly konat v roce 2009, ale jejich termín nebyl vyhlášen. V roce 2010 byla přijata nová ústava, která zrušila přímé volby prezidenta. MPLA vyhrála parlamentní volby v roce 2012 se ziskem více než sedmdesáti procent a potvrdila tak dos Santose ve funkci hlavy státu.